# Kabang (huyện)
Kabang (tiếng Thái: กาบัง) là huyện (amphoe) cực tây của tỉnh Yala, miền nam Thái Lan.

## Lịch sử
Khu vực huyện Kabang được tách ra từ Yaha để thành lập một tiểu huyện (king amphoe) ngày 1 tháng 4 năm 1991.  Đơn vị này đã được nâng cấp thành huyện ngày 1 tháng 10 năm 1997.

## Địa lý
Các huyện giáp ranh (từ phía tây bắc theo chiều kim đồng hồ) là: Saba Yoi của tỉnh Songkhla, Yaha của tỉnh Yala và bang Kedah của Malaysia.

## Hành chính
Huyện này được chia thành 2 phó huyện (tambon), các đơn vị này lại được chia ra thành 17 làng (muban). Không có khu vực đô thị (thesaban) ở huyện này, có hai Tổ chức hành chính tambon.
| STT. | Tên    | Tên Thái | Số làng | Dân số |  |
| ---- | ------ | -------- | ------- | ------ |  |
| 1.   | Kabang | กาบัง     | 7       | 10.677 |  |
| 2.   | Bala   | บาละ     | 10      | 7.025  |  |